# Campodorus longicaudatus
Campodorus longicaudatus är en stekelart som beskrevs av Hinz 1969. Campodorus longicaudatus ingår i släktet Campodorus och familjen brokparasitsteklar. Arten är reproducerande i Sverige. Inga underarter finns listade.